# 巴爾維區
巴爾維區（Balvu rajons）是拉脫維亞東北部的一個已废置的区份。面積2,381平方公里。2005年人口28,246人。区府巴爾維。下分2市19村。
拉脫維亞於2009年撤销了所有的区份，并改制为市镇。